# Kajetan Orlecki
Kajetan Orlecki – c.k. urzędnik austriacki, starosta chrzanowski około 1871.
Doktor praw, działał w komisji krajowej dla wykupu i uporządkowania ciężarów gruntowych.